# Ihor Ševčenko
Ihor Ševčenko (ukr. Ігор Шевченко, ur. 1922 w Radości k. Warszawy, zm. 26 grudnia 2009 w Cambridge, w stanie Massachusetts) – profesor Uniwersytetu Harvarda, historyk i filolog, znawca kultury, literatury i sztuki bizantyjskiej.

## Życiorys
Syn emigrantów petlurowskich związanych z Ukraińską Republiką Ludową. Wychowany w warszawskim środowisku ukraińskim. Absolwent Gimnazjum i Liceum Państwowego im. Adama Mickiewicza w Warszawie (1939). Jego kolegami z ław szkolnych byli: Jan Białostocki (późniejszy sławny historyk sztuki) i Andrzej Vincenz (syn pisarza Stanisława Vinzenza). Działając w harcerstwie poznał o kilka lat starszych: Jana Kotta i Ryszarda Matuszewskiego (obaj wybitni historycy literatury). Okres II wojny światowej Ševčenko spędził na studiach na niemieckim Uniwersytecie Karola (Deutsche Karlsuniversität) w Pradze. Uwieńczył je doktoratem z filologii klasycznej w roku 1945. W 1945 roku zawarł małżeństwo z Oksaną Draj-Chmarą. Była ona córką Mychajły Draj-Chmary – wybitnego poety i slawisty, który zginął w ZSRR w okresie czystek najprawdopodobniej w roku 1939. Później wraz z rodziną uciekł na Zachód. W latach 1945–1946 pracował w polskiej prasie wojskowej w Niemczech. W tym okresie opublikował pod pseudonimem swoje tłumaczenie Folwarku zwierzęcego G. Orwella na język ukraiński. W latach 1946–1948 studiował filologię klasyczną i bizantynologię na Uniwersytecie w Louvain. Tam też poznał wybitnego bizantynistę – Henry’ego Grégoire’a. Szybko stał się jednym z jego uczniów na brukselskim seminarium (1947-1949) prowadzonym w ramach Fundacji Bizantyńskiej.Tam uzyskał drugi doktorat. Został on opublikowany dopiero po wielu latach. W roku 1949 wyjeżdża do Stanów Zjednoczonych. Poznaje tam innego wybitnego historyka – urodzonego w Poznaniu Ernsta Kantorowicza. Pierwszą pracę w Stanach Zjednoczonych otrzymał na Uniwersytecie Kalifornijskim w Berkeley. Prowadził tam wykłady z historii starożytnej i bizantyńskiej. Tam również poznał swoją drugą żonę – Margaret (z domu Bentley). Obywatelstwo amerykańskie otrzymał w roku 1957. W latach 1954–1957 wykładał języki słowiańskie, literaturę i historię bizantyńską na Uniwersytecie w Michigan. W okresie 1957–1965 był profesorem na Columbia University w Nowym Yorku, gdzie wykładał zagadnienia dotyczące relacji Słowian i Bizancjum. W 1973 roku Ševčenko już na stałe rozpoczął pracę w Uniwersytecie Harvarda w Cambridge. Tam wspólnie z Omeljanem Pritsakiem (również Ukraińcem urodzonym w Polsce) zorganizowali od podstaw Harwardzki Instytutem Badań nad Ukrainą (Harvard Ukrainian Research Institute). W latach 1973–1989 Ševčenko w nim zastępcą dyrektora a następnie pełnił obowiązki dyrektora. Jednocześnie wykładał i uczył średniowiecznej greki, bizantyńską literaturę i paleografię. Od roku 1977 był współredaktorem periodyku „Harvard Ukrainian Studies”. Nauczał gościnnie i prowadził badania w wielu europejskich ośrodkach naukowych College de France (1980, 1985), Oxfordzie (All Souls 1979-80 i Wolfson College 1987, 1993), Kolonii (1987, 1992, 1996-1997), Monachium (1969, 1985), Central European University w Budapeszcie (1996, 1997), Bari, Lwowie, Kijowie.

## Członkostwo w towarzystwach naukowych
Członek wielu towarzystw naukowych: Accademia di Palermo, Accademia Pontaniana w Neapolu, Narodowej Akademii Nauk Ukrainy, The British Academy, American Philosophical Society w Filadelfii, American Aceademy of Arts and Sciences, The Medieval Academy of America, Oesterreichische Akademie der Wissenschaften w Wiedniuj, Christian Archeological Society w Atenach, National Academy of Sciences of Ukraine w Kiowie, Academy of Humanities Resaerch w Moskwie, Société des Bollandistes w Brukseli, Polskiej Akademii Umiejętności. Był prezesem Association Internationale des Études Byzantines. Zasiadał w kolegiach redakcyjnych: „Byzantinische Zeitschrift”, „Wizantijskij Wriemiennik”, „The Greek Orthodox Theological Review”, serii: „Corpus Fontium Historiae Byzantinae”, „Corpus des Astronomes Byzantins”, „Harvard Library for Early Ukrianian Literature”.
Był doktorem honoris causa Uniwersytetu Warszawskiego, Katolickiego Uniwersytetu Jana Pawła II, Uniwersytetu w Kolonii i Wolnego Uniwersytetu Ukraińskiego w Monachium (nie zdążył odebrać tytułu).
Był członkiem zagranicznym Polskiej Akademii Umiejętności.

## Zainteresowania badawcze
Spektrum zainteresowań badawczych obejmowało: historię kultury, literaturę, naukę bizantyńską, dzieje polityczne społeczne i sztuka Bizancjum, szczególnie średniowieczne piśmiennictwo greckie, edycję tekstów, paleografia, bizantyjńska hagiografię, kodykologia, epigrafika. Poza bizantynistyką zajmował się też szeroko pojętą kulturą słowiańsko-bizantyńską i metodologią badań. W ostatnich trzech dekadach swojego życia podjął badania nad wspólnym polsko-ukraińskim dziedzictwem Rzeczypospolitej Obojga Narodów. Poświęcił sporo uwagi problemom ukraińskiej historii i kultury oraz jej kontaktów z kulturą bizantyńską. Zasłynął jako narrator pisania historii jako „powieści kryminalnej”. W słynnym artykule The Date and Author of the So-called Fragments of Toparcha Goticus dowiódł najstarsze zachowane źródło opowieść o historii Rusi Kijowskiej jest XIX-wiecznym fałszerstwem wykonanym przez jego rzekomego odkrywcę i edytora Karla Benedikta Hase’ego. Ten zagadkowy tekst w języku greckim, opublikowany w 1819 roku przez wybitnego badacza K. B Hase miał rzekomo opowiadać doświadczenia bizantyńskiego dowódcy, który napotkał barbarzyńców na północnych wybrzeżach Morza Czarnego. Publikacja wywołał nie lada sensacje, tym bardziej, że zniknął rękopis. Poprzez analizę filologiczną Ševčenko doszedł do wniosku, iż rzekome źródło było misternie przygotowaną mistyfikacją przez XIX-wiecznego uczonego.

## Wybrane publikacje Ihora Ševčenko
Był autorem ponad 200 publikacji naukowych z zakresu kultury bizantyjskiej, słowiańsko–bizantyńskiej i postbizantyńskiej (ukraińskiej i rosyjskiej).
Pełna bibliografia prac:
- Bibliografia prac Ihora Ševčenko za lata 1938-2010, zebrał, poprawił i uzupełnił Michał Kozłowski, [w:] Zakorzeniony kosmopolita. Ihor Szewczenko w rozmowie z Łukaszem Jasiną, Lublin: Instytut Europy Środkowo-Wschodniej 2010, s. 149-208 .

### Książki
- La vie intellectuelle et politique à Byzance sous les premiers Paléologues. Études sur la polémique entre Théodore Métochite et Nicéphore Choumnos, Bruxelles 1962.
- Society and Intelectual Life in Late Byzantium, London 1981.
- Ideology, Lettres and Culture in the Byzantine World, London 1982.
- Byzantium and the Slavs, Cambridge: Harvard Ukrainian Research Institute Cambridge – Napoli: Instituto Universitario Orientale 1991.
- Ukraine between East and West. Essays on Cultural History to the Early Eighteen Century, Edmonton–Toronto 1996.
- Zakorzeniony kosmopolita. Ihor Szewczenko w rozmowie z Łukaszem Jasiną, Lublin: Instytut Europy Środkowo-Wschodniej 2010 ISBN 978-83-60695-51-7

### Publikacje w języku polskim
- (redakcja z Jan Białostocki), Oświadczenie redakcyjne, „Ignis. Miesięcznik młodzieży szkolnej” (1938), nr 2 [Warszawa: Liceum Humanistyczne im. Adama Mickiewicza, kl. 2].
- (tłumaczenie) Voltaire, Podbój Flandrii [fragment Wieku Ludwika XIV, rozdział 8], „Ignis. Miesięcznik młodzieży szkolnej” (1938), nr 2, s.29-32.
- Rozważania nad „Szachami” Jana Kochanowskiego, przeł. M. Gottwald, „Pamiętnik Literacki” 58 (1967), z. 2, s. 341-361. Przedruk [w:] Byzantium and the Slavs in Letters and Culture, Cambridge Mass. – Naples 1991, s. 309-331.
- Dwa rodzaje dzieł historycznych [w:] Pojęcia, problemy, metody współczesnej nauki o sztuce: Dwadzieścia sześć artykułów uczonych europejskich i amerykańskich, przeł. P. Ratkowska, red. Jan Białostocki, Warszawa: PIW 1976, s. 424-442.
- Kazanie w Appleton Chapel. Harvard University. 8 1 1982, przeł. Stanisław Barańczak, „Kultura” (1982), z. 3, (414), s. 114-116.
- Ukraina między Wschodem a Zachodem. Rozszerzony wykład z I Kongresu Międzynarodowej Asocjacji Ukrainistów, Kijów VIII 1990, „Kultura”(1992), z. 12 (543), s. 8-18. Przedruk [w:] Realiści z wyobraźnią. Kultura 1976-2000, t. 2, wybór tekstów, wybrali i wstępem opatrzyli Basil Kerski, Andrzej S. Kowalczyk, Lublin: Wydawnictwo Uniwersytetu Marii Curie-Skłodowskiej – Paryż: Towarzystwo Opieki nad Archiwum Instytutu Literackiego 2007, s. 297-306; Przedruk [w:] Zamiłowanie do spraw beznadziejnych. Ukraina w "Kulturze" 1947-2000, wybór, opracowanie i posłowie Bogumiła Berdychowska, Paryż-Kraków: Instytut Literacki - Instytut Książki 2016, s. 555-566).
- Ukraina między Wschodem a Zachodem, Warszawa: OBTA 1996, ss. 112. Eseje i studia pod red. Jerzego Axera, t. 3 [Ukraina między Wschodem a Zachodem, przeł. Andrzej Vincenz, s. 7-17; Różne oblicza świata Piotra Mohyły, przeł. E. Tabakowska, s. 19-44; Polska w dziejach Ukrainy, przeł. A. Axerowa, s. 45-65].
- Misje religijne z perspektywy Bizancjum, przeł. A. Pawelec, [w:] Chrześcijaństwo Rusi Kijowskiej, Białorusi, Ukrainy i Rosji (X-XVII wiek), red. Jerzy Kłoczowski, Kraków: Wydawnictwo PAU 1997, s. 33-53.
- O współczesnej dyskusji nad oryginalnością literatury bizantyńskiej [w:] Uroczystość wręczenia dyplomu Doktora Honoris Causa Uniwersytetu Warszawskiego profesorowi Ihorowi Ševčence 5 grudnia 2001 roku, Warszawa: Biuro Informacji i Promocji UW 2001, s. 15-22 [referat z okazji odebrania dr h.c.].
- Ihor Ševčenko. Doktorat honoris causa Katolickiego Uniwersytetu Lubelskiego, red. Iwona Pachcińska, Lublin: Biuro Współpracy z Zagranicą 2005.
- Ukraina między bizantyńskim Wschodem a łacińskim Zachodem, „Nowa Ukraina. Zeszyty historyczno-politologiczne” 2 (2008), z. 1-2(5-6), s. 177-183 [wykład z okazji członkostwa w PAU].
- Zakorzeniony kosmopolita. Ihor Szewczenko w rozmowie z Łukaszem Jasiną, Lublin: Instytut Europy Środkowo-Wschodniej 2010 ISBN 978-83-60695-51-7  Fragment: Geneza kosmopolity